# Papaipema duplicatus
Papaipema duplicatus är en fjärilsart som beskrevs av Bird 1908. Papaipema duplicatus ingår i släktet Papaipema och familjen nattflyn. Inga underarter finns listade i Catalogue of Life.